# Petah Tikva
Petah Tikva (în ebraică פֶּתַח תִּקְוָה - „Poarta nădejdii”) este un oraș din districtul central al Israelului, a doua localitate agricolă - moshavá - întemeiată de evrei în secolul al XIX -lea în Palestina otomană. Poreclit de aceea „Mama așezărilor” (Em hamoshavot), el a fost fondat în anul 1878 de evrei ortodocși din Ierusalim, recent veniți din Ungaria și Lituania cu scopul de a renaște agricultura evreiască în Țara Sfântă și a contribui în acest fel la grăbirea venirii lui Mesia. Prima așezare agricolă, dar cu caracter de școală agricolă, a fost înființată mai înainte, în 1870, la Mikve Israel, nu departe de Jaffa (azi în perimetrul orașului Holon), de asemenea, în Galileea, cu trei săptămâni înaintea Petah Tikvei, evrei religioși din Safed (Tzfat) au înființat așezarea agricolă Gey Oni, lărgită ulterior de evrei din România sub numele de Rosh Pina.
În anul 1883, cu sprijinul baronului Edmond de Rothschild, Petah Tikva a devenit o așezare permanentă. În anul 1937 a primit statutul de oraș.  
Petah Tikva este în prezent un oraș industrial și un centru comercial și de servicii, situat la 10,6 km est de Tel Aviv-Yafo și face parte din aria metropolitană din jurul Tel Avivului - Gush Dan. În 2018 avea o populație de 244.275 locuitori și o densitate de 6 730 locuitori/km2. Aria aflată sub jurisdicția sa acoperă 3586,8 hectare. (35,9 km2)
Petah Tikva se învecinează la nord cu orașele Hod Hasharon și Ramat Hasharon, la vest cu orașele Tel Aviv-Yafo, Bnei Brak și Ghivat Shmuel, la est - cu mai multe uri din zona Consiliului regional al Sharonului de sud (Drom Sharon): Einat, Givat Hashloshá și Nahshonim., precum și cu moșavul Kfar Sirkin, iar la sud cu orașele Ganey Tikva și Kiryat Ono și cu zona Consiliului regional Hevel Modiyin , incluzând așezările Nehalim, Rinatia, Mazor, Magshimim, Kfar Máas și Beerot Itzhak. 

## Numele
Petah Tikva își trage numele dintr-un citat din profetul Osea (Hoshea) 2:17
„Și îi voi da viile ei de acolo și valea Acor (n.n. Akhor) o voi preface în poartă de nădejde - Pètah Tikvá”
,
„„וְנָתַתִּי לָהּ אֶת־כְּרָמֶיהָ מִשָּׁם וְאֶת־עֵמֶק עָכוֹר לְפֶתַח תִּקְוָה””
Primii locuitori ai așezării doreau, inițial, prin anul 1872, să se așeze în apropierea orașului Ierihon (Ariha) și în felul acesta să împlinească profeția amintită în Cartea Osea în legătură cu Valea Akhor (Acor) care, se crede, se afla în această zonă.
Etimologia populară a numelui Valea Akhor (Emek Akhor - Valea cea tulbure) apare explicată în Cartea Iosua 7,25-26 (Yehoshua), în pericopa Akan (despre Acan fiul lui Carmi, isprava lui și felul în care a fost omorât prin lapidare)  a cărei acțiune s-a petrecut în zona Yeriho:
„Și a zis Iosua: "Pentru că tu ai adus asupra noastră tulburare, să aducă și Domnul necaz asupra ta în ziua aceasta!" și toți Israeliții i-au ucis cu pietre și, după ce i-au ucis cu pietre, i-au ars cu foc. Apoi au ridicat deasupra lor o grămadă mare de pietre, care se vede și astăzi. După aceasta s-a potolit mânia Domnului. De aceea locul acela se numește valea Acor până în ziua de astăzi”
. 
„וַיֹּאמֶר יְהוֹשֻׁעַ מֶה עֲכַרְתָּנוּ, יַעְכָּרְךָ ה' בַּיּוֹם הַזֶּה; וַיִּרְגְּמוּ אֹתוֹ כָל-יִשְׂרָאֵל אֶבֶן, וַיִּשְׂרְפוּ אֹתָם בָּאֵשׁ וַיִּסְקְלוּ אֹתָם 
בָּאֲבָנִים. וַיָּקִימוּ עָלָיו גַּל-אֲבָנִים גָּדוֹל עַד הַיּוֹם הַזֶּה, וַיָּשָׁב ה' מֵחֲרוֹן אַפּוֹ; עַל-כֵּן קָרָא שֵׁם הַמָּקוֹם הַהוּא עֵמֶק עָכוֹר עַד הַיּוֹם”
Numele dat de fondatori exprima nădejdea de a putea transforma un loc considerat blestemat într-o așezare înfloritoare.
În cele din urmă cumpărarea de pământuri în locul identificat ca Valea Akhor nu s-a realizat, poate din cauza împotrivirii regimului sultanului turc Abdul Hamid al II-lea. 
Pionierii au ajuns în regiunea Shefela, au achiziționat pământurile satului arab Melabbes și au chemat noua lor așezare cu numele pe care îl plănuiseră pentru așezarea de lângă Ierihon.
Și în noul loc ales denumirea așezării a devenit semnificativă pentru că în Cartea Isaia se face o paralelă între Valea Akhor și regiunea Saronului (Sharon), în care s-a înființat așezarea:  
„Și Șaronul va ajunge pășune pentru turme și Acorul, imaș pentru vite, pentru poporul Meu care M-a căutat pe Mine”
 (Isaia 65, 10) 
„וְהָיָה הַשָּׁרוֹן לִנְוֵה־צֹאן וְעֵמֶק עָכוֹר לְרֵבֶץ בָּקָר”
Ironia soartei a făcut ca numele să dobândească o semnificație suplimentară, după ce coloniștii au găsit că râul Iarkon din apropiere avea apele tulburi, și au nădăjduit să-l transforme într-o poartă pentru viitor, pentru reașezarea evreilor în Țara Sfântă și renașterea lor națională.

## Istoria

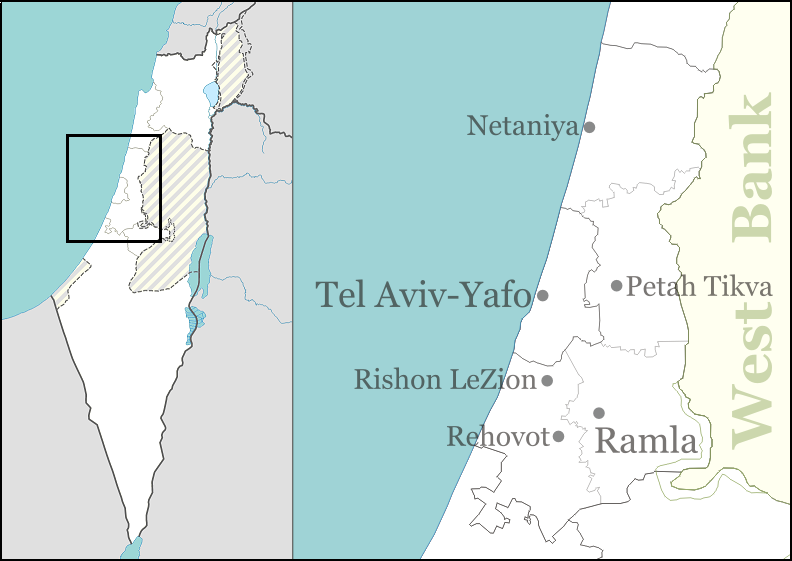

Tell Melabbes, o colină și sait arheologic în Petah Tikva,conține vestigii din perioada romană, bizantină,arabă (islamică) timpurie, cruciată, mamelucă și otomană. Locul a fost populat cu intermitență.     

### Epoca cruciată și mamelucă
Un învățat francez din secolul al XIX-lea, Joseph Delaville Le Roulx, bazându-se pe o sursă cruciată din anul 1133, în care comitele de Jaffa, Hugues al II-lea, a conferit Ordinului Cavalerilor Ospitalieri „morile celor trei poduri” (“des moulins des trois ponts”), a tras concluzia că pe locul unde se află acum Petah Tikva a existat un sat cruciat numit Bulbus. ..
Numele arab Melabbes este apropiat de vechiul nume Bulbus, el însemnând migdale învelite în zahăr.
În anul 1478 (883 AH) un sat Mulabbis, este menționat de un document al sultanului mameluc al Egiptului Qaitbay, care a taxat un sfert din veniturile localității în folosul a două instituții islamice noi:Madrasa Al-Ashrafiyya din Ierusalim și o moschee din Gaza 

### Epoca otomană

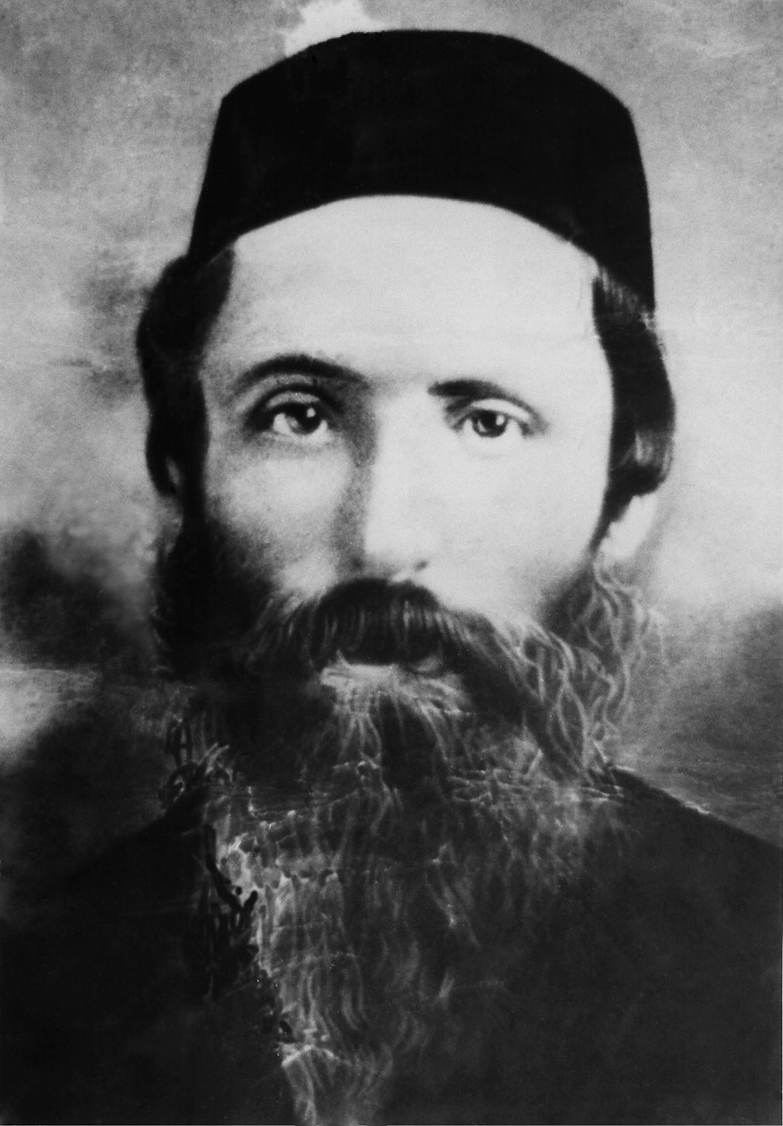
Yehoshua Stampfer, unul din fondatorii localității Petah Tikva în anul 1878

##### Melabbes
În anul 1596 în registrele otomane de taxe in Palestina este menționat satul Milus având 42 case familiale musulmane. 
În secolul al XVIII-lea conflictele dintre arabii așa numiți nordici Qais și cei așa numiți sudici Yamani au dus la deplasarea unora din din regiunea Jammain din Jabal Nablus spre locul numit Melabbes.
În timpul Campaniei lui Napoleon în Egipt și Siria în 1799 pe harta lui Pierre Jacotin figurează satul Melebbes. 
Epidemii de malarie, conflicte între clanuri vecine și un masacru au dus la abandonarea așezării înainte de 1831 
În urma campaniei egiptenilor conduși de Ibrahim Pașa in Palestina otomană în 1831 imigranți (masarwi) din vestul Egiptului de la granița cu Libia conduși de Abu Hamed zis Al Masri  (Egipteanul) s-au stabilit la Melabbes. 
Același sat, apare sub numele Mulebbis (în ortografie engleză) pe harta sudului Palestinei publicată de Heinrich Kiepert în 1856.  
În 1870 Victor Guérin a notat ca Melebbes era un mic sat cu 140 locuitori, înconjurat de câmpuri du pepeni și tutun. O listă otomană din același an arăta ca Mulebbes avea 43 case și 125 locuitori de sex masculin (femeile nu erau numărate). Mai scria că satul se afla pe un deal, la circa trei sferturi de oră de drum, la nord-est de Jaffa.. 
În 1874 o misiune de cercetare în Palestina de Vest din partea Fondului de Explorare a Palestinei a vizitat Mulebbis și l-a descris ca pe un sat de chirpici precum Al Mirr, și având un izvor de apă. "
În a doua jumătate a secolului al XIX-lea o parte din locuitorii arabi s-au mutat in Fajja vecină, păstrându-și o parte din pamanturile din Melabbes. Locuitorii au intrat în datorii și din acest motiv au vândut pământurile comercianților Antoine Bishara al Tayyan și Salim al Kassar, din Jaffa.

#### Fondarea așezării Petah Tikva

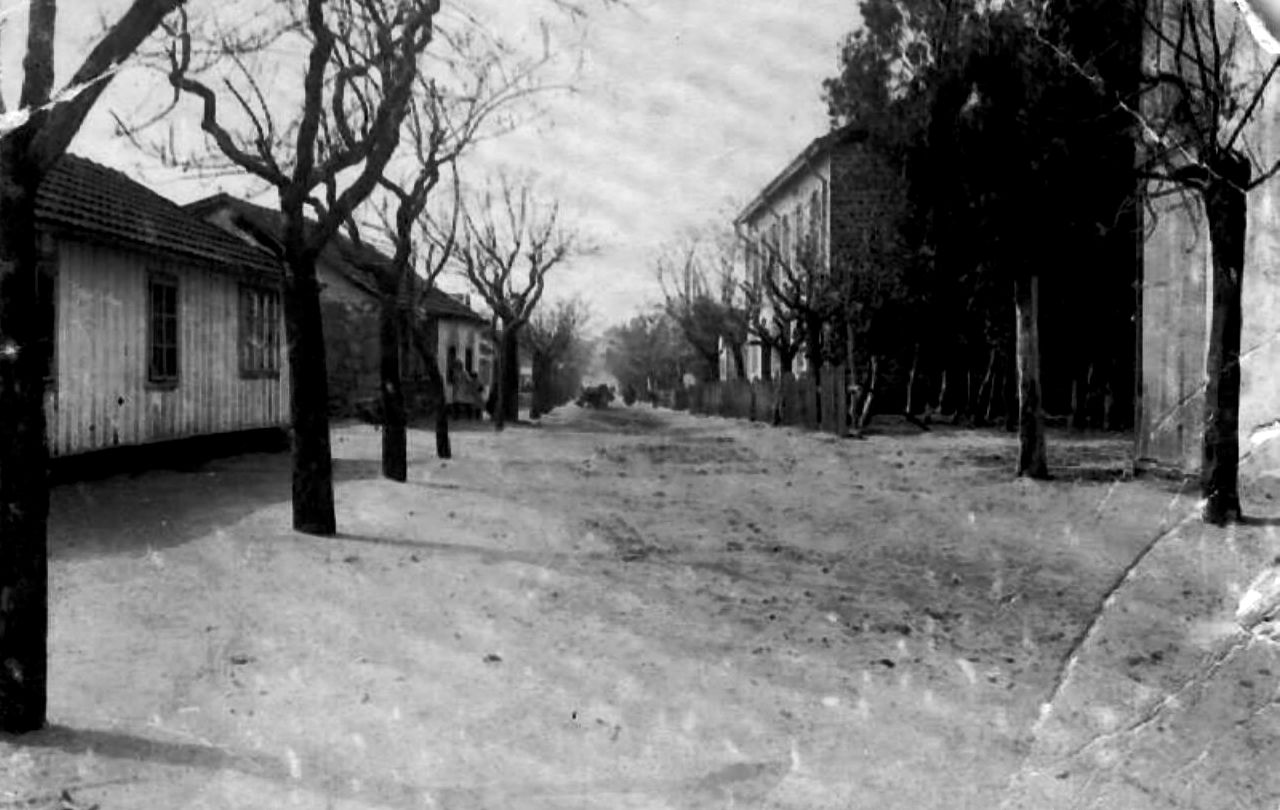
Petah Tikva, comună (moshavá) în anul 1911, în timpul dominației otomane

Petah Tikva a fost întemeiat în 1878 de către evrei foarte evlavioși din Ierusalim organizați în Asociația "Munca pământului și mântuirea Țării", între ei numărându-se Yehoshua Stampfer (născut la Komarno, în Slovacia de azi, pe atunci în Regatul Ungariei), Moshe Shmuel Raab (născut în Ungaria), Yoel Moshe Salomon (născut la Ierusalim), Zerakh Barnett (născut în Lituania  și David Gutmann (născut în Ungaria), de asemenea rabinul Arie Leib Frumkin, originar din Lituania, care a construit prima casă din localitate.

După eșecul încercării de a cumpăra pământuri lângă Ierihon și în zona Hebron, s-a aflat de posibilitatea de a le achiziționa  la nord est de Jaffa, cele ale satului Melabbes .Ele erau proprietatea a doi oameni de afaceri arabi creștini din Jaffa, Antoine Bishara Al-Tayan și Selim Al-Kassar, și erau lucrate prin contract de arendă de circa treizeci de țărani. Proprietatea lui Tayan era cea mai mare, de circa 850 hectare, dar cea mai mare parte a ei se afla în mlaștinile malarigene ale văii Iarkonului (Awja). Pământurile lui Kassar, de circa 350 hectare, se aflau la câțiva kilometri sud de Yarkon, departe de mlaștini. Pământurile lui Qassar au fost cumpărate la 30 iulie 1878, iar cele ale lui Tayan de pe malul Yarkonului au fost achiziționate după ce a sosit un nou grup de coloni, cunoscuți ca Yarkonim, în anul 1879.; Pământurile de la sud de Melabbes au fost cumpărate de Raab și Stampfer. 
Dată fiind proasta calitate a pământurilor, sultanul Abdul Hamid al Doilea a permis vânzarea. 
La tranzacții a ajutat Haim Amzalagh, om de afaceri evreu sefard din Jaffa, adjunct al consulului Marii Britanii la Jaffa.
În 1880 a izbucnit o epidemie de malarie care a dus la părăsirea celor două centre de așezare. Colonii evrei conduși de Frumkin s-au mutat mai jos la Al Yehudiye, care a devenit moșavul Yehud, azi pe teritoriul localitătii Savion.După ce în 1883 Petah Tikva a fost reașezată cu imigranți membri ai mișcării Bilu, o parte din familiile plecate au revenit. Baronul Edmond de Rothschild, care a vizitat locul în 1887, a finanțat drenarea mlaștinilor, plantarea de eucalipți și de culturi agricole, ceea ce a permis localității să rămână permanentă.
28 familii au acceptat patronajul său, spre deosebire de restul locuitorilor care au acceptat un anumit sprijin  dela Asociația Hovevey Tzion. 
În 1890 ultimul sfert din localitate a fost cumpărat, iar casele foștilor locuitori au fost dărâmate.
Când un oficiu poștal austro-ungar din Jaffa a decis să deschidă o filială la Petah Tikva, unul din locuitori, Itzhak Goldenhirsch, i-a oferit ajutorul cu condiția de a emite un timbru poștal în ebraică cu numele așezării. Și într-adevăr un astfel de timbru cu prețul de 14 parale turcești a fost emis de consulatul austro-ungar din Jaffa, purtând inscripția ebraică Petah Tikva și un desen pictat de un artist anonim, și înfățișând un plug, ogoare și portocali în floare.
După sosirea sa în Palestina în 1906, David Ben Gurion, pe atunci David Grün, a locuit câteva luni la Petah Tikva , . Localitatea avea pe atunci circa o mie de locuitori, jumătate din ei țărani. El a găsit câteva munci ocazionale în livezile de portocali. Dar s-a îmbolnăvit de malarie și medicul i-a recomandat să se întoarcă în Europa. În anul următor, după ce a revenit la Jaffa, el a înființat la Petah Tikva o asociație de muncitori evrei.
Inițial Petah Tikva a fost o așezare agricolă de gospodării private și cu un caracter religios, centru social și economic al agricultorilor evrei veniti în valul al doilea de imigratie numita Aliyaua a Doua.      
În timpul Campaniei britanice în Palestina și Siria în Primul Război Mondial, Petah Tikva a servit drept refugiu locuitorilor evrei din Tel Aviv și Jaffa izgoniți de acolo de autoritățile otomane.

### Perioada Mandatului Britanic în Palestina
Conducerea localității a intrat treptat în mâinile fiilor și nepoților părinților fondatori.
La începutul anilor 1920 Petah Tikva a cunoscut o dezvoltare moderată a industriei, a ramurii pomiculturii și a comerțului. Între Petah Tikva si Tel Aviv au luat nastere orașele Ramat Gan și Bnei Brak care au creat o continuitate teritorială. În 1921 autoritățile britanice au recunoscut localității statutul de consiliu local.
La 5 mai 1921 în cadrul tulburărilor arabe împotriva evreilor, Petah Tikva a fost ținta unui atac din partea vecinilor arabi din satele Yehudiye (abbasiye),Fajja și Ras al Ayn care a dus la uciderea a patru locuitori evrei ai așezării În fruntea străjerilor care au apărat localitatea s-a aflat Avraham Shapira și adjunctul său, Avshalom Ghissin. 
În 1927 Petah Tikva a încheiat un acord de pace local cu vecinii arabi. Drept urmare, în Tulburările arabe din 1929 așezarea nu a avut de suferit. 
După recensământul britanic din 1922 populația localității număra 3032 locuitori, dintre care 3008 evrei, 22 musulmani și doi creștini ortodocși.
În 1931 populația a crescut la 6880 locuitori, care locuiau in 1688 case. 
În 1921 a luat ființă la Petaah Tikva grupul Menora condus de Gershon Shatz, cea dintâi organizare a mișcării Betar în Palestina 
În 1922 s-a deschis prima gară feroviară.
În 1937 Petah Tikva a primit oficial statutul de oraș. Cel dintâi primar a fost Shlomo Stampfer, fiul unic al unuia din fondatori, Yehoshua Stampfer. 
Ca centru al plantațiilor de citrice, Petah Tikva a fost apreciat de autorități și de Compania Electrică Jaffa ca un consumator potential însemnat de electricitate pentru irigații. Compania a oferit în 1921 localității așa numita Concesiune Awja, dar abia la sfârșitul anului 1929 a prezentat o schemă de irigații pentru Petah Tikva care a fost aprobată de administrația britanică în 1930.
În 1931 Ben Gurion scria că Petah Tikva avea 5000 locuitori și că angajase 3000 muncitori arabi.  
În anii 1930 un grup de adepți ai mișcării sioniste religioase, au emigrat în Palestina și s-au așezat lângă Petah Tikva pe terenuri cumpărat de o companie germană aflată în proprietatea unor evrei. Perfecționându-și pregătirea agricolă începută în Germania, aceștia au înființat în 1941 kibuțul cunoscut ca Kvutzat Rodges sau Kvutzat Yavne care urma să se fixeze în sudul Palestinei.

### Statul Israel
În 1938 la marginea orașului a luat ființă satul Maas si cartierul Beilinson. La intrarea în oras a fost inaugurat centrul spitalicesc al cassei de asigurari medicale Klalit - Spitalul Beilinson, în viitor parte a Centrului Medical Rabin.
După cel de-al Doilea Război Mondial s-a întețit valul de imigranți evrei în oraș, s-au creat cartierele Neve Oz,s-au dezvoltat vechile cartiere inclusiv Ein Ganim și cartierul yemenit Mahanè Yehuda. 
Primarul liberal Yossef Sapir, dintr-o veche familie de evrei palestinieni, a încurajat industria și în oraș au luat ființă întreprinderi textile și metalurgice. Zona industrială a cuprins mai ales zonele Kiryat Arie și Kiryat Matalon, iar in nord-est zona Segulá.
În mai 1947 doi locuitori, Tzemah Halperin și Aharon Eliashvili, au fost omorâți de palestinieni. Ca represalii locuitorii au atacat satul vecin Fajja,lupta in care a cazut comanantul Shlomo Müller.   
„Primul foc de armă” al Războiului Arabo-Israelian din 1948-1949 cunoscut ca Războiul de Independență al Israelului, a fost tras la 30 noiembrie 1947 lângă Petah Tikva asupra unui autobuz cu evrei care era în drum de la Natania la Ierusalim. Șase pasageri au fost uciși.
 Ulterior orasul a devenit o bază a arierfrontului pentru unitățile evreiesti combatante, Sute de locuitori au luat parte la lupte și mulți au căzut pe front. 
După întemeierea Statului Israel în 1948 granițele municipale ale Petah Tikvei au fost lărgite pentru a cuprinde fostul sat arab Fajja , abandonat in cursul luptelor, și care a devenit cartierul Kiryat Alon, și mai multe așezări limitrofe:Amishav și Ein Ganim la est, Kiryat Matalon la vest, către Bnei Brak, Kfar Ganim și Mahane Yehuda la sud și Kfar Avraham la nord. De asemenea pământurile kibuțului Ghivat Hashlosha care s-a mutat într-un loc nou.  Aceasta  a dus atunci la creșterea populatiei orașului la 22,000 locuitori, apoi la 50,000 în 1956.
Transformarea orasului într-un centru industrial s-a făcut nu odată pe socoteala spațiilor deschise și a livezilor istorice 
aflate în perimetrul orașului și care au fost defrișate toate, cu exceptia unei benzi de livezi din jurul cimitirului Yarkon și carea urmat să devină un parc metropolitan de-a lungul Yarkonului
În 1962 cartierul Kfar Ganim s-a unit cu restul orașului. 
În 1971 din zona Dir Balut s-au tras aspura orașului mai multe katiușe  care au omorat patru cetățene.
În timpul primarului Pinhas Rashish, care reprezenta Partidul Mapai, s-au alocat fonduri pentru asistența socială și s-au întemeiat noi cartiere de noi imigranți; în est - maabaraua Amishav care s-a populat cu evrei din Iran și Maroc  Sub conducerea primarului Israel Feinberg care a condus orașul după Războiul de Șase Zile (iunie 1967) suprastructura urbană, învățământul, asistența medicală și transporturile au cunoscut un însemnat avânt, la marginea orașului s-a trecut la o planificare chibzuită a construcțiilor, inclusiv a soselelor.În timpul primarului Dov Tavor (1978-1989) s-au înființat șapte școli gimnaziale noi, centre de sport, precum si grădini publice, au izbucnit  proteste vehemente în rândurile cercurilor politice religioase din cauza permiterii spectacolelor de cinema sâmbăta.
Orașul a suferit atacuri teroriste precum explozia din piața de legume în 1977 și încă trei atacuri în cursul celei dea Doua Intifade:la 27 mai 2002 un palestinian s-a aruncat in aer într-o mică cafenea în afara unui mall, omorând doi israelieni, între care un sugar.   
La 25 decembrie 2003, un alt palestinian s-a aruncat în aer la o stație de autobuz lângă podul Geha, omorând patru cetățeni., iar la 5 februarie 2006 un palestinian care a urcat intr-un taxi rutier, a înjunghiat cu un cuțit mai mulți pasageri, omorând doi dintre ei, dar un muncitor de la o fabrică din apropiere l-a neutralizat cu un buștean 
În 2018 Petah Tikva a avut 240,000 locuitori, fiind al treilea oras ca număr al populației din zona Gush Dan.   
Orașul este împărțit în 33 cartiere.

### Lista primarilor
| Nume               | Anii de mandat |
| ------------------ | -------------- |
| Shlomo Stampfer    | 1938-1940      |
| Yosef Sapir        | 1940-1950      |
| Mordechai Krausman | 1951           |
| Pinhas Rashish     | 1951-1966      |
| Israel Feinberg    | 1966-1978      |
| Dov Tavori         | 1978-1989      |
| Ghiora Lev         | 1989-1999      |
| Itzhak Okhayoun    | 1999-2013      |
| Uri Ohad           | 2013           |
| Itzik Braverman    | 2013-2018      |
| Rami Grinberg      | 2018-          |

## Demografia

### Populația
Conform datelor Oficiului Central de Statistică al Israelului la sfârșitul lunii februarie 2024 locuiau la Petah Tikva 257.680 locuitori (al cincilea muncipiu din Israel). Populatia a crescut anual cu 0.8%.În anul școlar 2020-2021 procentul elevilor în clasa a XII-a de liceu care au trecut examenul de bacalaureat a fost de 78,6%. Salariul lunar mediu al unui salariat din oraș a fost în anul 2019 9.998 shekeli noi (față de media pe țară: 9.745 shekeli noi)
Graful evoluției populației orașului: 
<left>
Populația orașului după vârste în 2008 (la o populație de
192.700 locuitori)
| Vârsta (în ani) | Procentul din populație |
| --------------- | ----------------------- |
| 0-4             | 8,6%                    |
| 5-9             | 7,7%                    |
| 10-14           | 6,7%                    |
| 15-19           | 6,7%                    |
| 20-29           | 14,7%                   |
| 30-44           | 20,0%                   |
| 45-59           | 18,0%                   |
| peste 60        | 17,6%                   |

## Economia

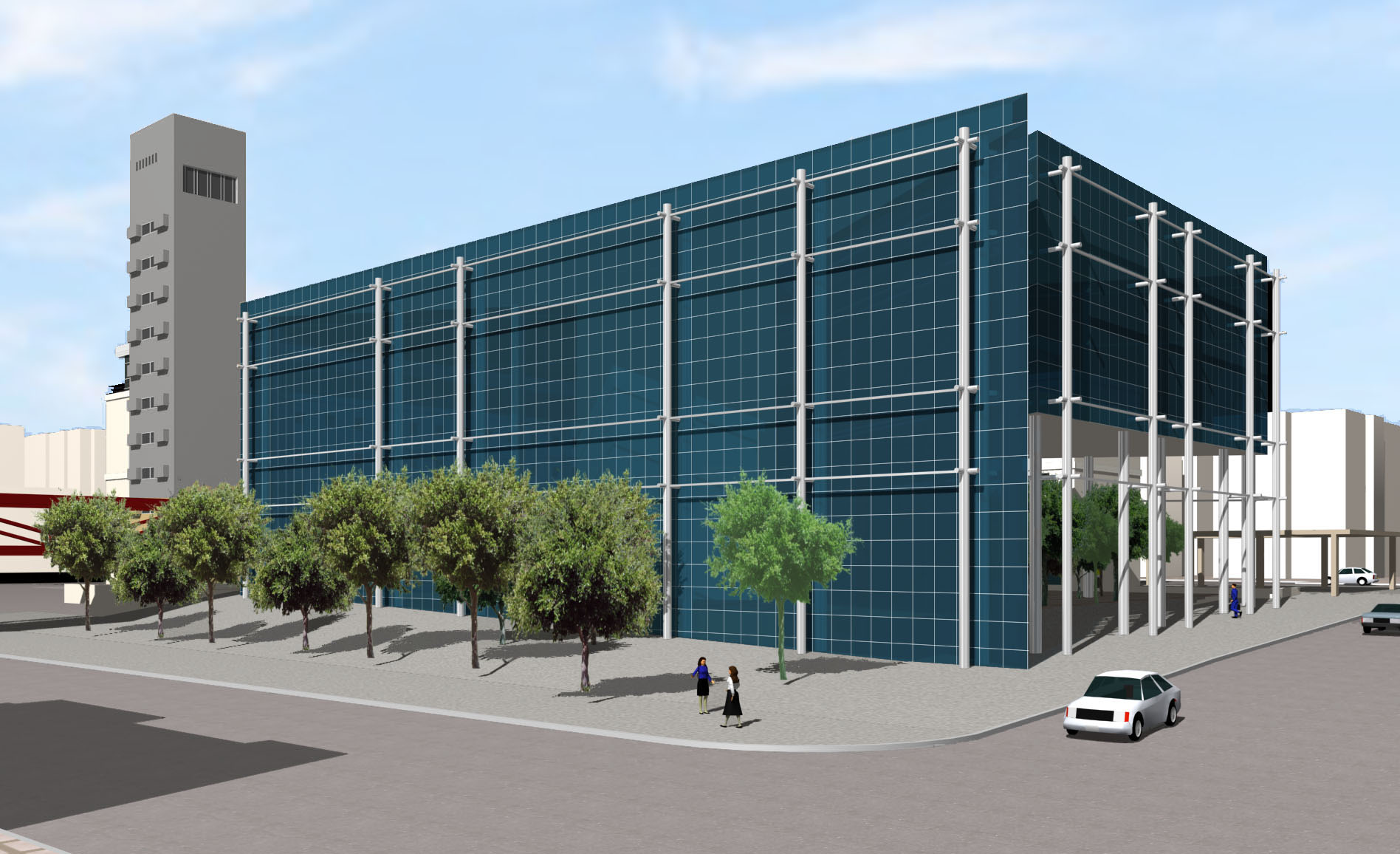
Primăria Petah Tikva în 2010

Petah Tikva este al doilea centru industrial însemnat al Israelului, după orașul Haifa din nord.
El cuprinde trei zone industriale principale:Kiryat Arie (numit după Arie Shenkar, fondator și cel dintâi președinte al Asociației industriașilor din Israel și pionier al industriei locale textile) 
Kiryat Matalon (numită după Moshe Itzhak Matalon) și Segulá. În ele se concentrează întreprinderi textile, metalurgice, de prelucrarea lemnului, a materialelor plastice, industrie alimentară, industria cauciucului și a gumei, fabrici de săpun.
Numeroase companii de high-tech și start-ups s-au mutat în zonele industriale din Petah Tikva, care găzduiesc conducerea locală a unor companii precum Oracle Corporation, IBM, Intel,  Alcatel-Lucent, ECI Telecom, GlaxoSmithKline Pharmaceuticals. La Petah Tikva funcționează cel mai mare centru de date din Israel, operat de compania TripleC..    
În oraș se află conducerea companiei farmaceutice Teva, iar din 1976 sediul companiilor alimentare Osem și Strauss.
 
În locul livezilor de portocali de altădată s-au construit noi cartiere de locuințe. 
În estul orașului se află o carieră de piatră pentru construcții. 
Petah Tikva este și sediul multor companii de telecomunicații -al conducerii companiei Bezeq International și a companiei de internet 012Smile - în Kiryat Matalon, Tadiran Telecom - în cartierul Ramat Siv, studioul stației religioase de radio televiziune și internet „Arutz Sheva” și tipografia ziarului „Besheva”.

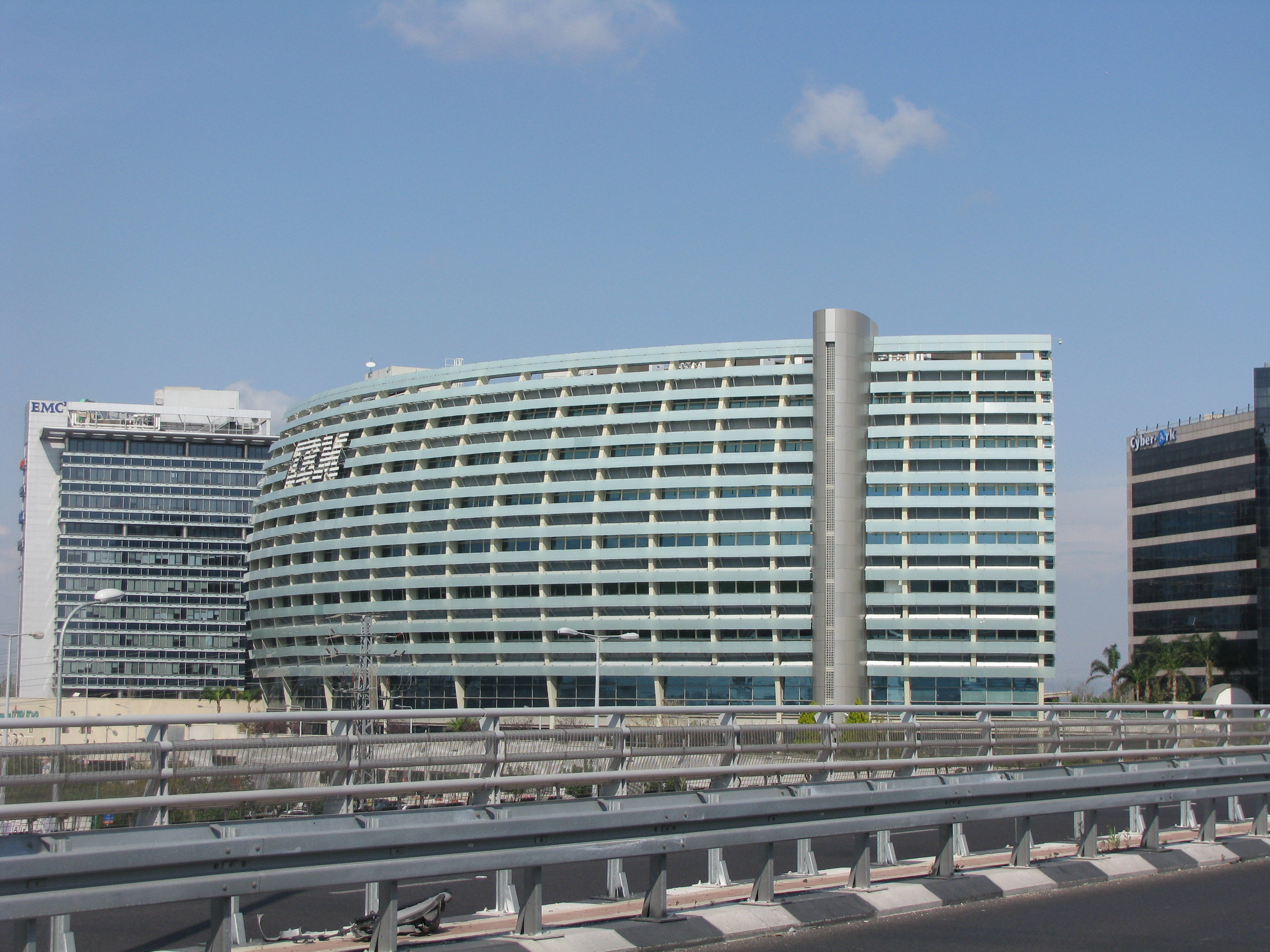
Clădirea IBM din Petah Tikva în 2012

Petah Tikva este al doilea centru industrial însemnat al Israelului, după orașul Haifa din nord.
El cuprinde trei zone industriale principale:Kiryat Arie (numit după Arie Shenkar, fondator și cel dintâi președinte al Asociației industriașilor din Israel și pionier al industriei locale textile) 
Kiryat Matalon (numită după Moshe Itzhak Matalon) și Segulá. În ele se concentrează întreprinderi textile, metalurgice, de prelucrarea lemnului, a materialelor plastice, industrie alimentară, industria cauciucului și a gumei, fabrici de săpun. .
Numeroase companii de high-tech și start-ups s-au mutat în zonele industriale din Petah Tikva, care găzduiesc conducerea locală a unor companii precum
Oracle Corporation, IBM, Intel,  Alcatel-Lucent, ECI Telecom, GlaxoSmithKline Pharmaceuticals. La Petah Tikva funcționează cel mai mare centru de date din Israel, operat de compania TripleC..    
În oraș se află conducerea companiei farmaceutice Teva, iar din 1976 sediul companiilor alimentare Osem și Strauss.
 
În locul livezilor de portocali de altădată s-au construit noi cartiere de locuințe. În estul orașului se află o carieră de piatră pentru construcții. 
Petah Tikva este și sediul multor companii de telecomunicații -al conducerii companiei Bezeq International și a companiei de internet 012Smile - în Kiryat Matalon, Tadiran Telecom - în cartierul Ramat Siv, studioul stației religioase de radio televiziune și internet „Arutz Sheva” și tipografia ziarului „Besheva”.

## Localități înfrățite
- Bacău, România
- Cerkasî, Ucraina
- Cernihiv, Ucraina
- Chicago, Statele Unite
- Las Condes, Chile
- Gabrovo, Bulgaria
- Gyumri, Armenia
- Kadıköy, Turcia
- Koblenz, Germania
- Międzyrzec Podlaski, Polonia
- Șimleu Silvaniei, România
- Taichung, Taiwan
- Trondheim, Norvegia
- Norrköping, Suedia

## Personalități

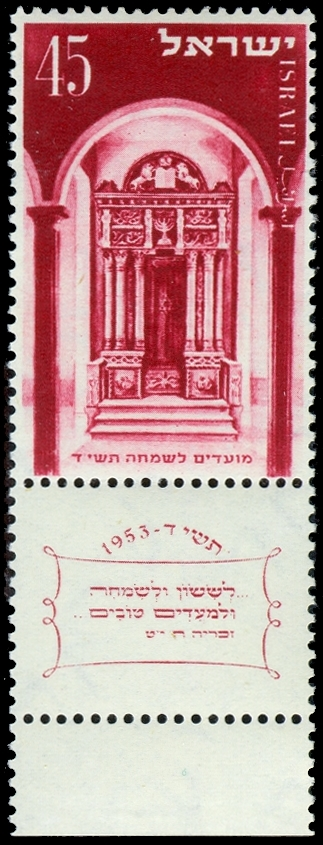
Altarul Sinagogii Mari din Petah Tikva pe un timbru poștal israelian din 1953

- Avraham Shapira  (1870-1966) „decanul străjerilor”
- Yehiel Mordehai Gordon (1882-1964) rabin, conducătorul ieșivei Łomża din Petah Tikva
- Maurice Schwartz (1890-1960), actor și regizor
- Ruth Almog (n. 1936), scriitoare israeliană
- Yehoshua Knaz, scriitor israelian
- Samir Naqqash (1938-2004), scriitor evreu israelian de expresie arabă
- Gila Almagor (n. 1939), actriță, scriitoare, activistă israeliană
- Hanokh Bartov - scriitor israelian
- Dan Shechtman (n. 1941), inginer israelian, Premiul Nobel pentru Chimie; a copilărit la Petah Tikva
- Peretz Lavie (n. 1949), psiholog, cercetător israelian al somnului;
- Israel Finkelstein (n. 1949), arheolog;
- Avram Grant (n.1955) antrenor de fotbal israelian
- Ronit Matalon (1959-2017) scriitoare israeliană
- Uri Orbach (1960-2015) scriitor și publicist israelian
- Rami Saari (n. 1963), poet, lingvist și traducător israelian;
- Tzachi Halevy (n. 1975), actor, cântăreț israelian;
- Yoaz Hendel (n. 1975), om politic israelian;
- Gal Gadot (n. 1985), actriță de cinema și model israelian-american.

## Galerie

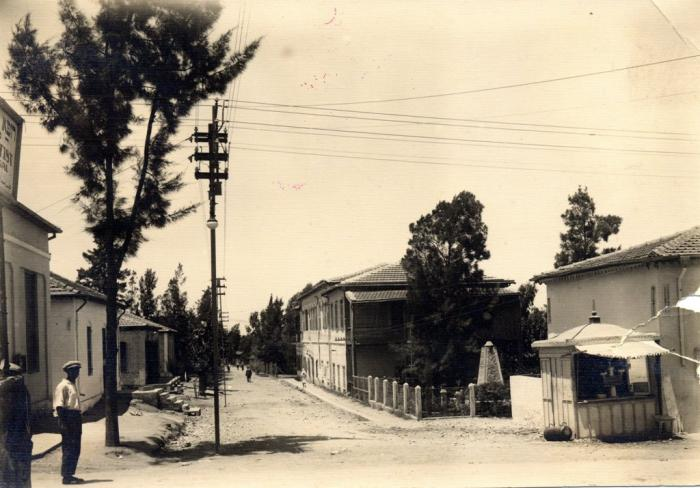
Imagine din Petah Tikva după 1921 Primăria veche (fosta casă a funcționarilor baronului Edmond de Rothschild), strada Montefiori, monumentul victimelor pogromului arab din 1921, stâlp electric și un chioșc
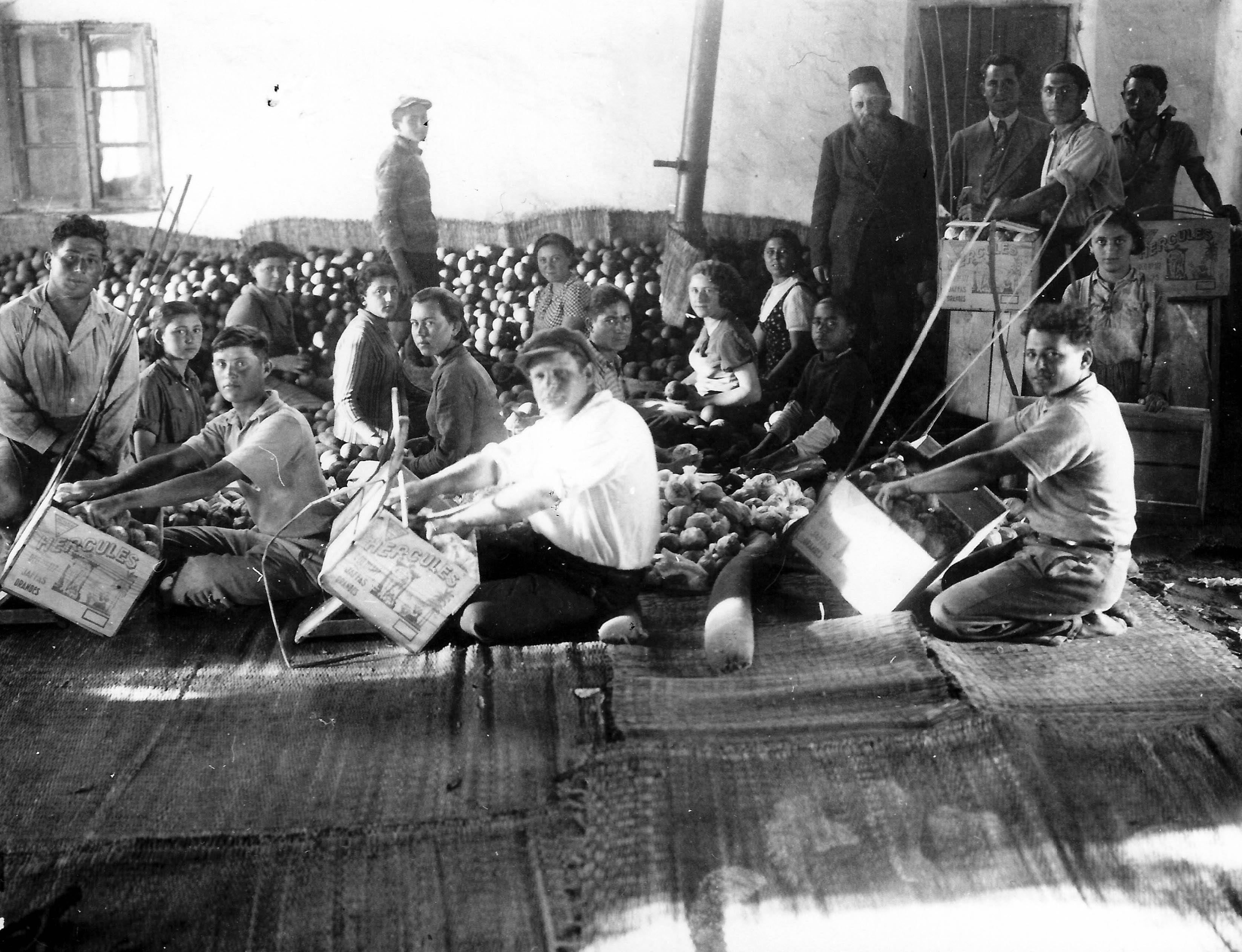
Ambalarea de portocale din livada Stampfer în anii 1930. La dreapta în spate se vede primarul Petah Tikvei,Shlomo Stampfer, (cu barbă și calotă),în centru în față, fiul său, Binyamin Stampfer.
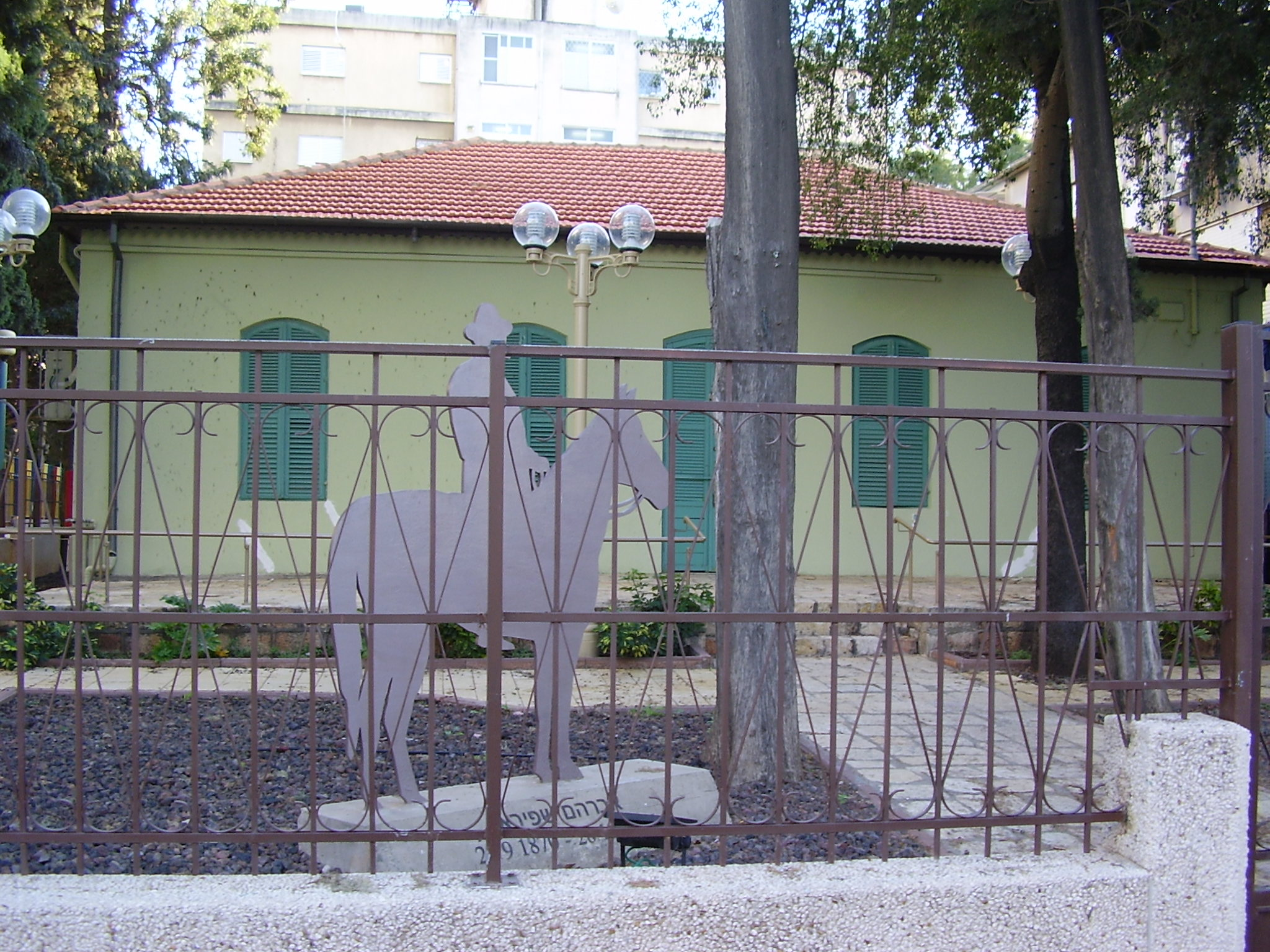
Casa lui Avraham Shapira, decanul străjerilor.
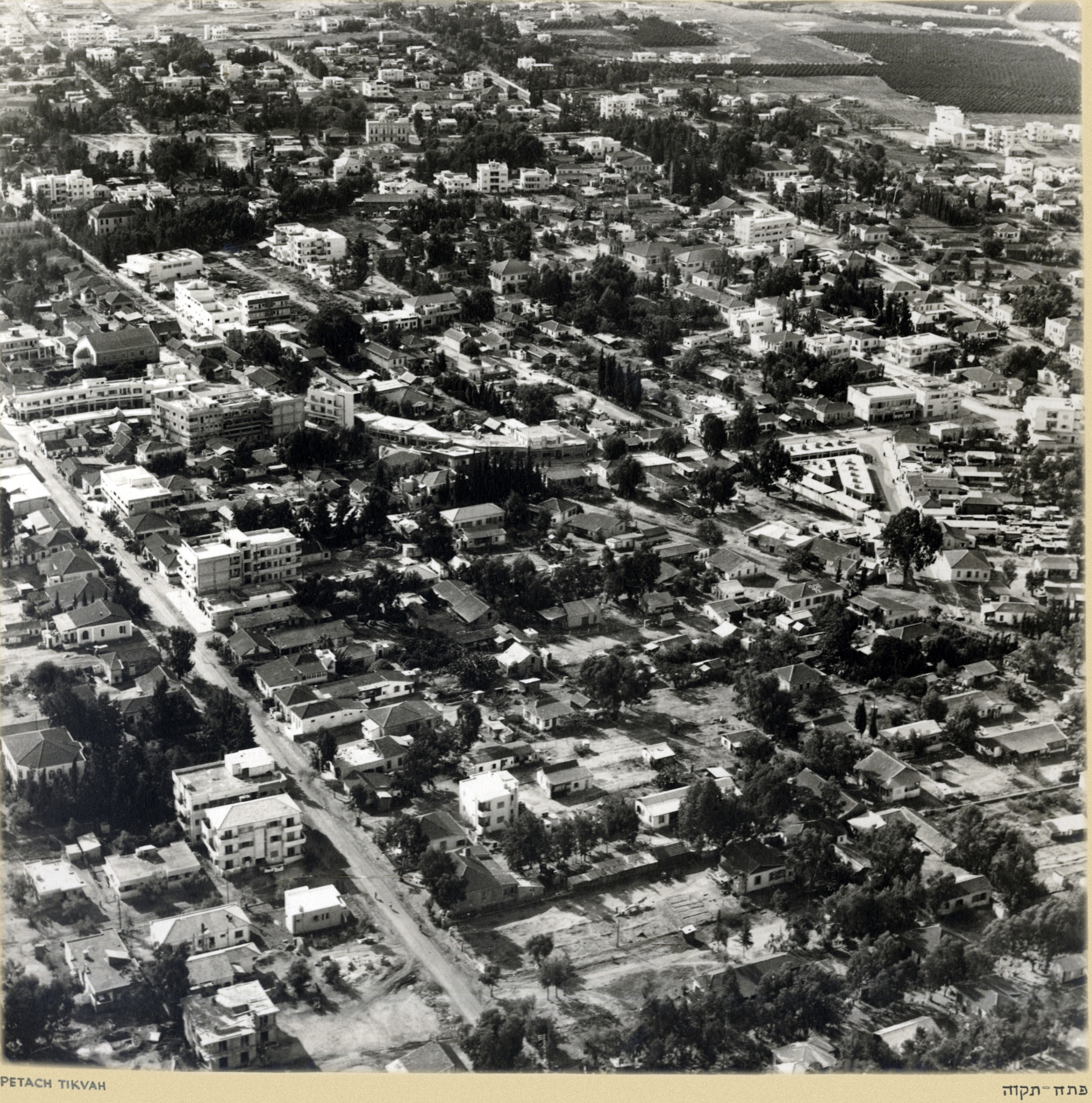
Vedere aeriană a orașului Petah Tikva în 1937-1938, fotografie de Zoltan Kluger
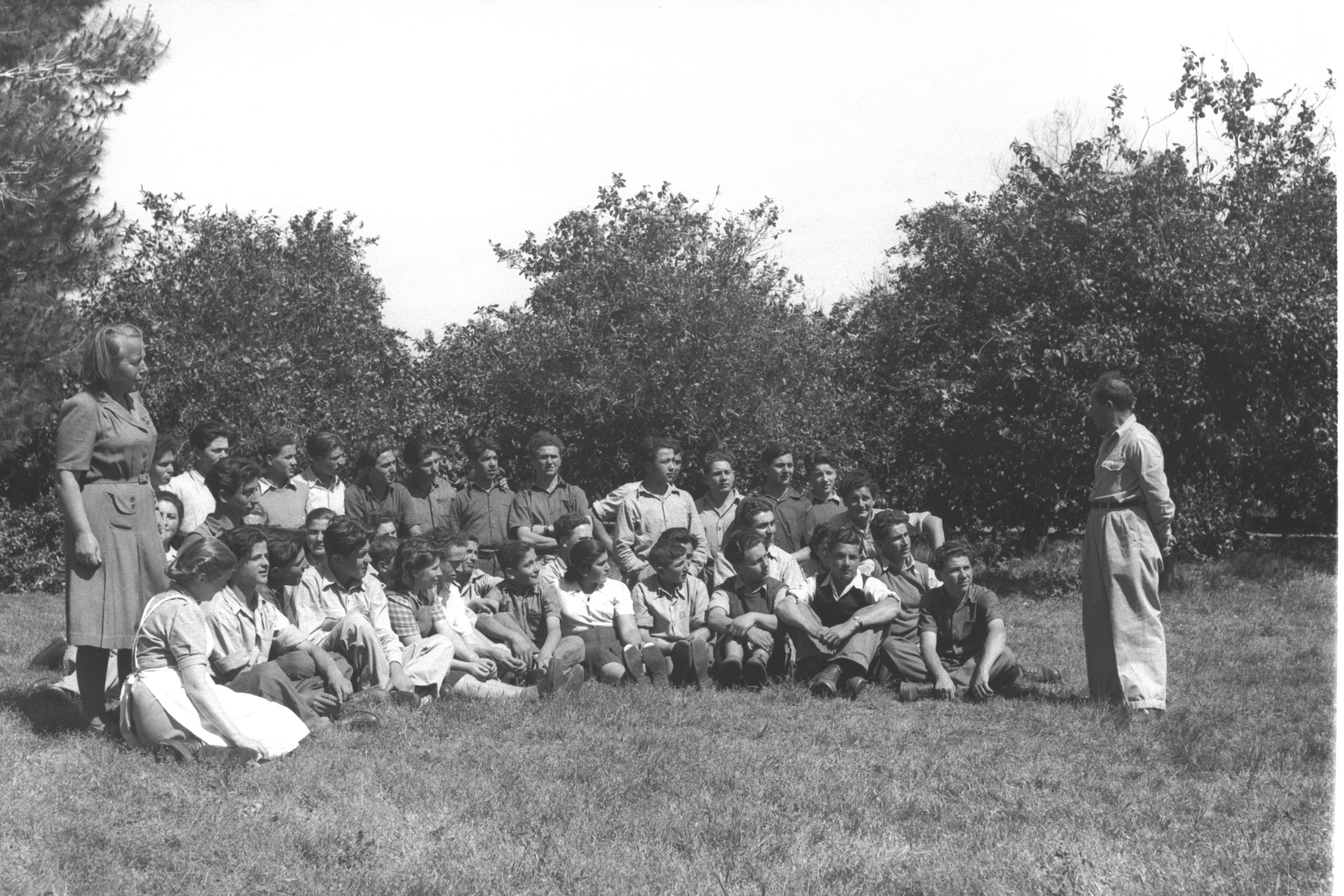
Un grup de tineri evrei orfani de război din România, în ianuarie 1946 în ferma „Gospodăriei muncitoarelor” din Petah Tikva
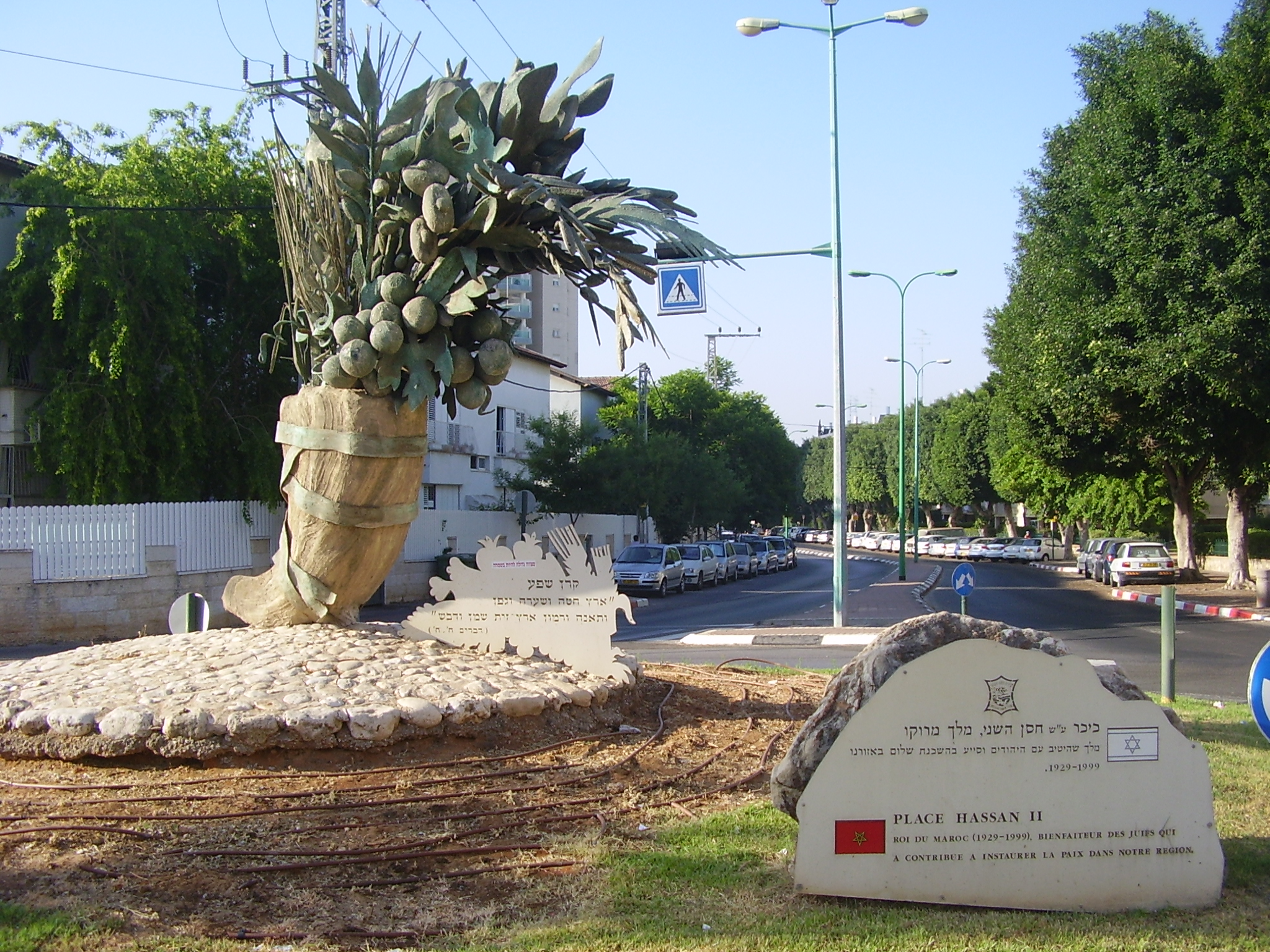
Piața Regele Hassan al Doilea la Petah Tikva
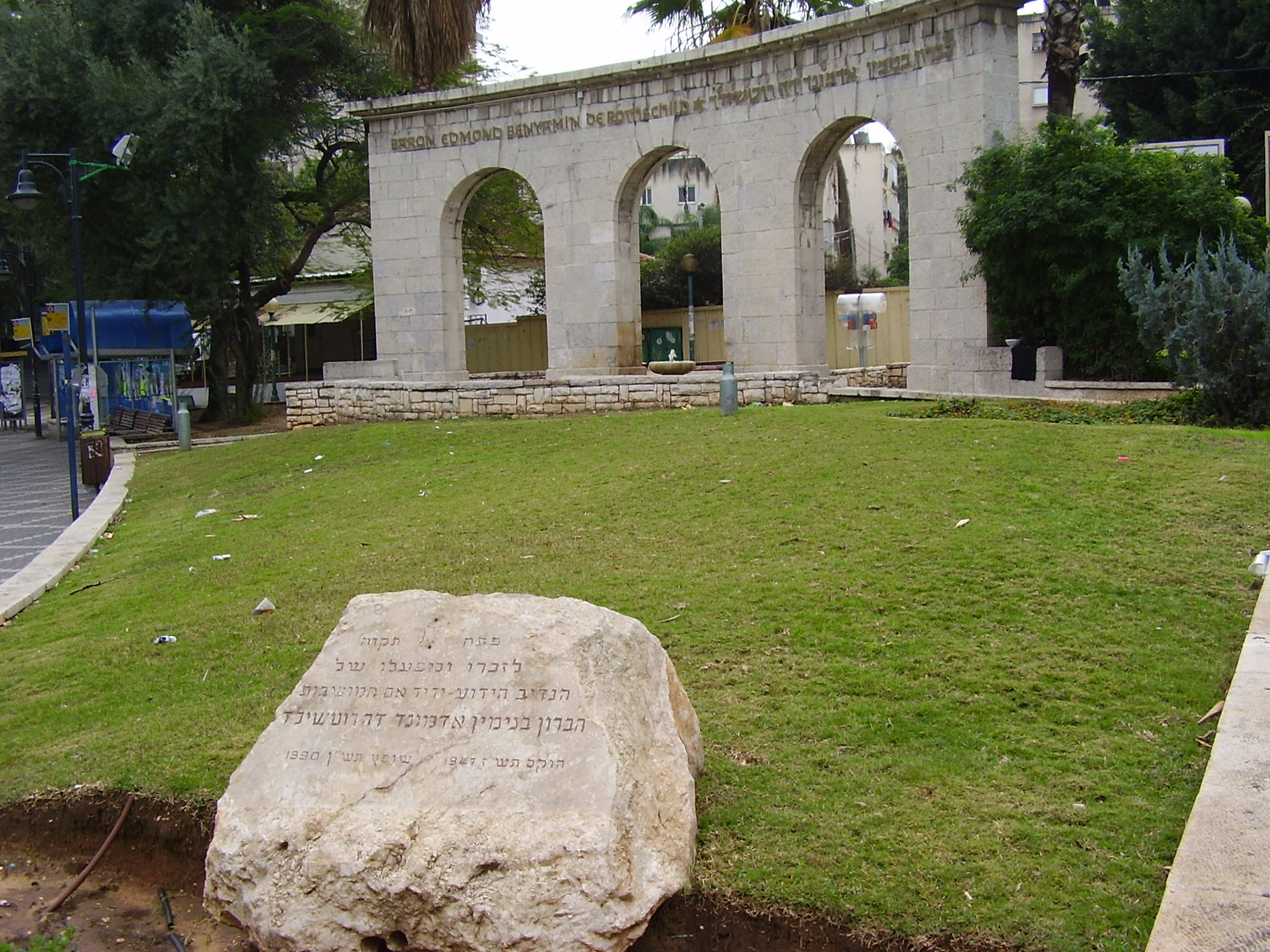
Poarta baronului. Monument în memoria lui Edmond de Rothschild
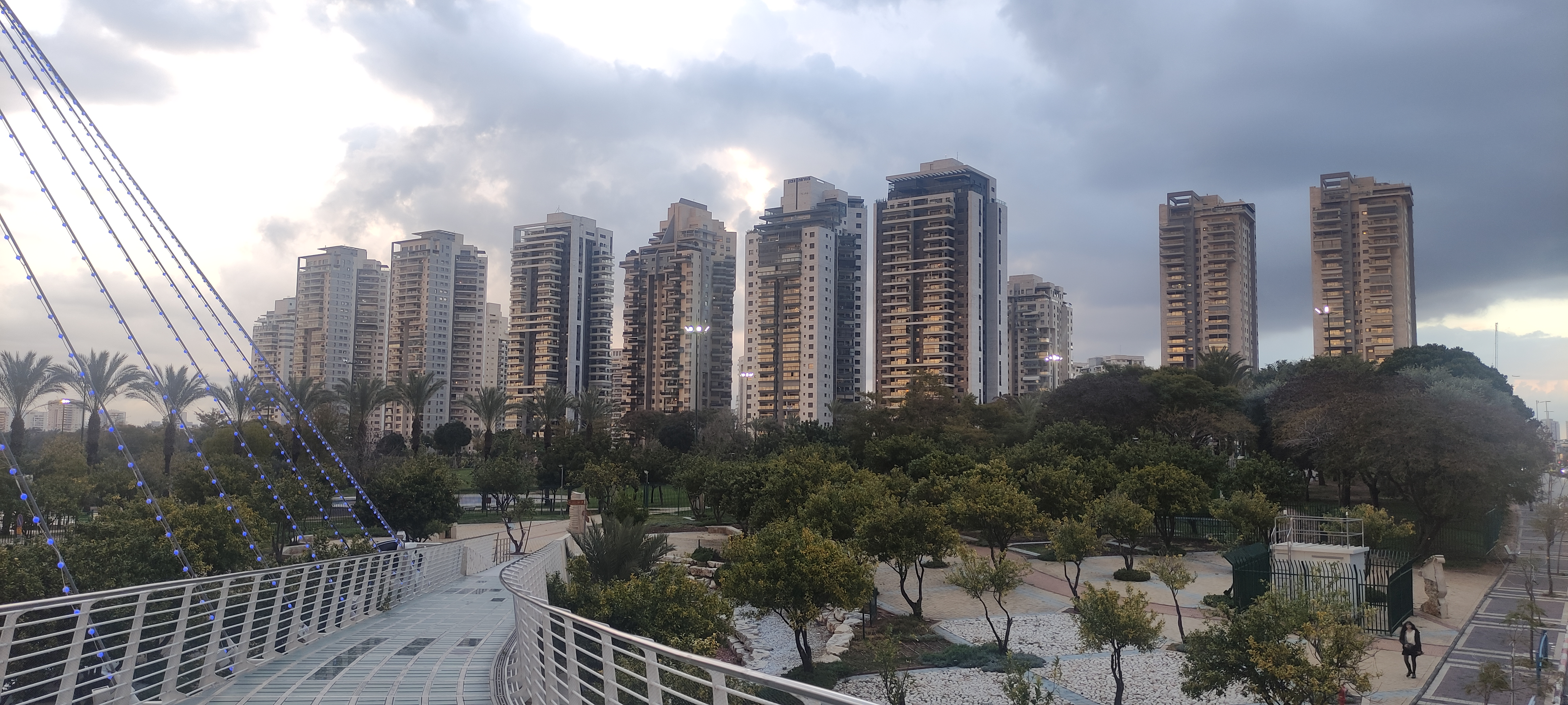
Cartierul Em Hamoshavot,văzut de pe podul lui Calatrava din Petah Tikva. februarie 2024
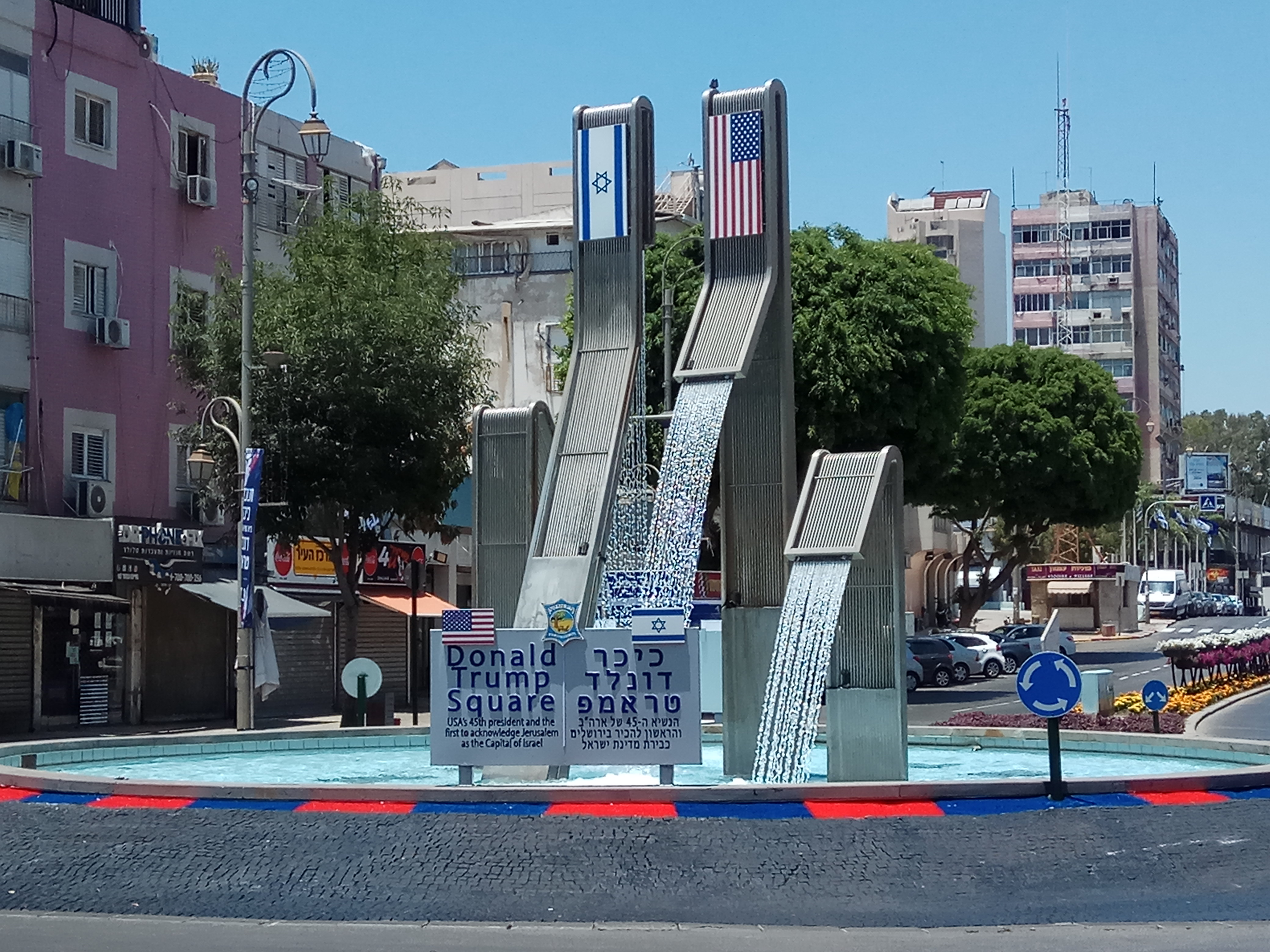
Piața Donald Trump din Petah Tikva, pe strada Haim Ozer Grudzinski
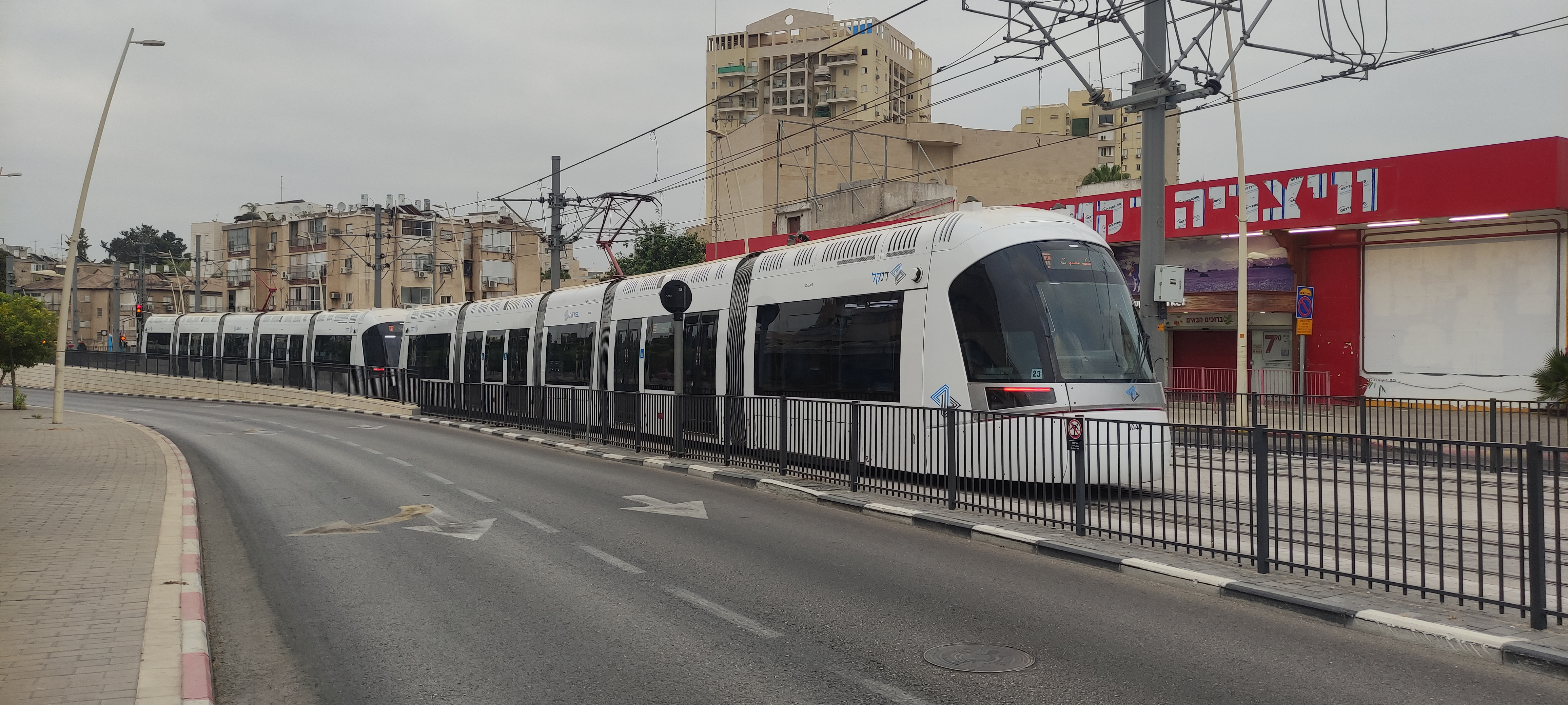
„Dankal”, trenul lejer în stația Petah Tikva
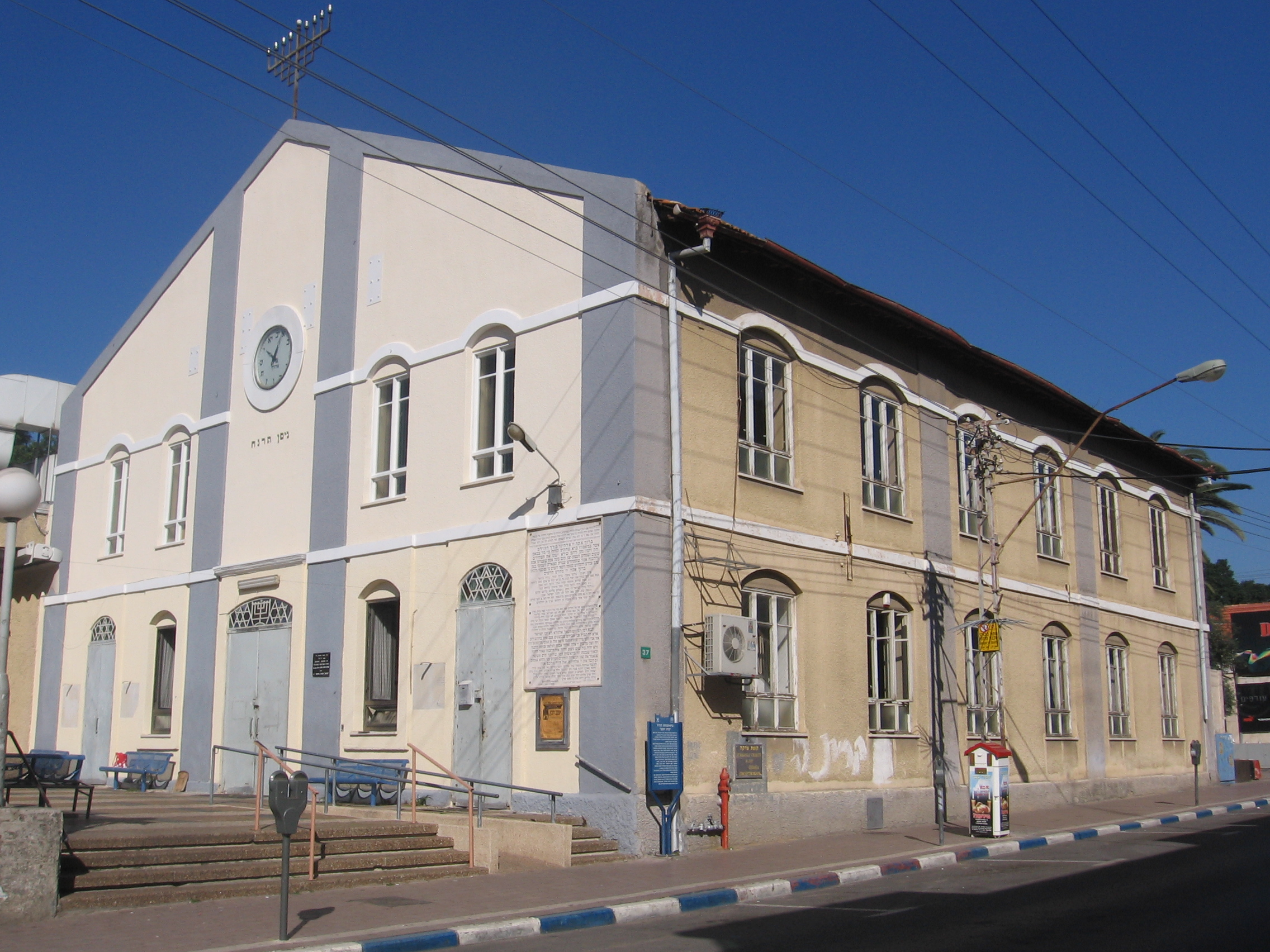
Sinagoga Mare „Beit Yaakov” din Petah Tikva

## Note

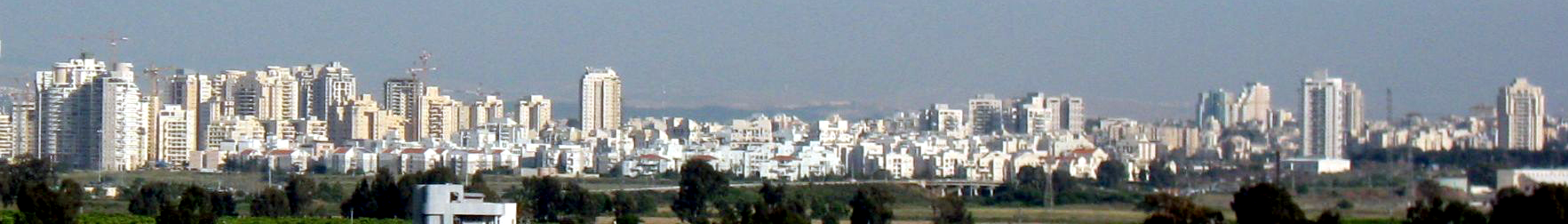